# Престес, Анита Леокадия
Анита Леокадия Престес (порт. Anita Leocádia Prestes, родилась 27 ноября 1936, Берлин) — бразильский историк, дочь Ольги Бенарио и Луиса Карлоса Престеса.

## Биография

### Общие данные биографии
Родилась в тюрьме для женщин в Берлине и была разлучена с матерью-коммунисткой еврейского происхождения. В 1938 году гестапо передало 14-месячную Аниту Престес её бабушке — Леокадии Престес, матери Луиса Карлоса. Леокадия забрала ребёнка с собой в Мексику, где семья Престес жила в эмиграции. Законным поводом передачи ребёнка родственникам Престеса послужило признание Аниты Леокадии сидящим в бразильской тюрьме капитаном Престесом своей дочерью.
После объявления бразильским президентом-диктатором Жетулиу Варгасом в 1945 году амнистии политическим заключённым и выхода на свободу её отца — Луиса Карлоса Престеса, дочь и отец Престес воссоединилась в Бразилии.
Её мать — Ольга Бенарио — с 1939 года содержалась нацистскими властями Германии в концлагере Равенсбрюк, вплоть до своей гибели в 1942 году. Вместе с другими еврейскими и политическими заключёнными Третьего рейха, она 23 апреля 1942 года в Бернбурге стала жертвой медицинских экспериментов по испытанию отравляющих газов на людях.
Во время военной диктатуры в Бразилии Анита Престес выехала в СССР. В Бразилию вернулась в 1989 году.